# 札幌市立米里小学校
札幌市立米里小学校（さっぽろしりつ よねさとしょうがっこう）とは、札幌市白石区米里1条3丁目8番1号にある小学校である。
札幌市教育委員会の事業である「札幌市学校図書館地域開放事業」の指定校となっている。

## 教育目標
- かしこい子
- やさしい子
- はたらく子
- たくましい子